# Team Jayco AlUla/2024
Deze pagina geeft een overzicht van de UCI World Tour wielerploeg Team Jayco AlUla in 2024.

## Algemeen
Sponsors: Jayco, AlUla
Algemeen manager: Brent Copeland
Teammanager: Matthew White
Ploegleiders: Vittorio Algeri, Tristan Hoffman, David McPartland, Marco Pinotti, Valerio Piva, Andrew Smith, Brian Stephens, Rafael Valls, Pieter Weening

Fietsen: Giant

## Renners
| Naam                    | Geboortedatum | Nationaliteit       | Ploeg 2023          |
| ----------------------- | ------------- | ------------------- | ------------------- |
| Welay Hagos Berhe       | 22-10-2001    | Ethiopië            |                     |
| Lawson Craddock         | 20-02-1992    | Verenigde Staten    |                     |
| Alessandro De Marchi    | 19-05-1986    | Italië              |                     |
| Davide De Pretto        | 19-04-2002    | Italië              | Zalf Euromobil Fior |
| Eddie Dunbar            | 01-09-1996    | Ierland             |                     |
| Luke Durbridge          | 09-04-1991    | Australië           |                     |
| Felix Engelhardt        | 19-08-2000    | Duitsland           |                     |
| Caleb Ewan              | 11-07-1994    | Australië           | Lotto-Dstny         |
| Anders Foldager         | 27-07-2001    | Denemarken          | Biesse-Carrera      |
| Dylan Groenewegen       | 21-06-1993    | Nederland           |                     |
| Lucas Hamilton          | 12-02-1996    | Australië           |                     |
| Chris Harper            | 23-11-1994    | Australië           |                     |
| Michael Hepburn         | 17-08-1991    | Australië           |                     |
| Amund Grøndahl Jansen   | 11-02-1994    | Noorwegen           |                     |
| Christopher Juul-Jensen | 06-07-1989    | Denemarken          |                     |
| Jan Maas                | 19-02-1996    | Nederland           |                     |
| Michael Matthews        | 26-09-1990    | Australië           |                     |
| Luka Mezgec             | 27-06-1988    | Slovenië            |                     |
| Kelland O'Brien         | 22-05-1998    | Australië           |                     |
| Jesús David Peña        | 08-05-2000    | Colombia            |                     |
| Luke Plapp              | 25-12-2000    | Australië           | INEOS Grenadiers    |
| Rudy Porter             | 15-12-2000    | Australië           |                     |
| Blake Quick             | 26-02-2000    | Australië           |                     |
| Elmar Reinders          | 14-03-1992    | Nederland           |                     |
| Mauro Schmid            | 04-12-1999    | Zwitserland         | Soudal-Quick Step   |
| Callum Scotson          | 10-08-1996    | Australië           |                     |
| Campbell Stewart        | 12-05-1998    | Australië           |                     |
| Max Walscheid           | 13-06-1993    | Duitsland           | Cofidis             |
| Simon Yates             | 07-08-1992    | Verenigd Koninkrijk |                     |
| Filippo Zana            | 18-03-1999    | Italië              |                     |

### Vertrokken
| Naam              | Geboortedatum | Nationaliteit | Ploeg 2024                 |
| ----------------- | ------------- | ------------- | -------------------------- |
| Alexandre Balmer  | 04-05-2000    | Zwitserland   | Team Corratec-Vini Fantini |
| Kevin Colleoni    | 11-11-1999    | Italië        | Intermarché-Circus-Wanty   |
| Tsgabu Grmay      | 25-08-1991    | Ethiopië      | Gestopt                    |
| Lukas Pöstlberger | 10-01-1992    | Oostenrijk    | ?                          |
| Matteo Sobrero    | 14-05-1997    | Italië        | BORA-Hansgrohe             |
| Zdeněk Štybar     | 11-12-1985    | Tsjechië      | Gestopt                    |

## Overwinningen
| Nationale kampioenschappen wielrennen Australië - tijdrit: Luke Plapp Australië - wegrit: Luke Plapp Ierland - tijdrit: Eddie Dunbar Nederland - wegrit: Dylan Groenewegen Zwitserland - wegrit: Mauro Schmid Clàssica Comunitat Valenciana Dylan Groenewegen Ruta de la Cerámica-Gran Premio Castellón Michael Matthews AlUla Tour 5e etappe: Simon Yates Eindklassement: Simon Yates Ronde van Oman 1e etappe: Caleb Ewan Ronde van de Alpen 2e etappe: Alessandro De Marchi Ronde van Limburg Dylan Groenewegen Ronde van Slovenië 1e etappe: Dylan Groenewegen | Ronde van Slowakije 1e etappe Ploegentijdrit: *1) 2e etappe: Anders Foldager 5e etappe Felix Engelhardt Eindklassement: Mauro Schmid Ploegenklassement: *1) Ronde van Oostenrijk 1e etappe: Davide De Pretto Ronde van Frankrijk 6e etappe: Dylan Groenewegen Ronde van Castilië en León Caleb Ewan Ronde van Burgos 2e etappe: Caleb Ewan Arctic Race of Norway Ploegenklassement: *2) Ronde van Spanje 11e etappe: Eddie Dunbar 20e etappe: Eddie Dunbar Grote Prijs van Quebec Michael Matthews | Omloop van het Houtland Max Walscheid |

*1) Ploeg Ronde van Slowakije: Engelhardt, Foldager, Hepburn, Jansen, Schmid, Scotson, Walscheid
*2) Ploeg Arctic Race of Norway: Craddock, De Pretto, Foldager, Jansen, Peña, Schmid
Mannen: 2012 · 2013 · 2014 · 2015 · 2016 · 2017 · 2018 · 2019 · 2020 · 2021 · 2022 · 2023 · 2024  · 2025
Vrouwen: 2012 · 2013 · 2014 · 2015 · 2016 · 2017 · 2018 · 2019 · 2020 · 2021 · 2022 · 2023 · 2024 · 2025
Alpecin-Deceuninck · Arkéa-B&B Hotels · Astana Qazaqstan · Bahrain Victorious · BORA-hansgrohe · Cofidis · Decathlon AG2R La Mondiale · EF Education-EasyPost · Groupama-FDJ · INEOS Grenadiers · Intermarché-Wanty · Lidl-Trek · Movistar Team · Soudal Quick-Step · dsm-firmenich PostNL · Jayco AlUla · UAE Team Emirates · Visma-Lease a Bike